# 박성우 (1995년)
박성우(한국 한자: 朴晟佑, 1995년 10월 11일 ~ )는 대한민국의 축구 선수이며 포지션은 수비수이다. 박성우는 쌍둥이 형인 박재우보다 15분 늦게 태어났다. 박재우는 현재 충남 아산 축구단의 축구 선수이다.

## 선수 생활

### 유소년 시절
본래 포지션은 윙포워드 였으나 당시 광운대학교 축구부 감독인 오승인 감독의 권유로 풀백으로 포지션을 변경하였다. 이후 박성우 빠른 스피드를 활용한 오버래핑은 광운대학교의 주 공격 루트 중 하나였으며, 이러한 활약을 바탕으로 대한민국 대학 선발 축구 국가대표팀과 대한민국 유니버시아드 축구 국가대표팀에 소집되었다.

### 프로 경력
2018년 포항 스틸러스에 자유계약으로 입단하였으며, 7월 21일 열린 전남 드래곤즈와의 홈 경기에서 교체 투입되며 K리그에 데뷔하였다.
2019시즌을 앞두고 팀 동료인 양태렬과 함께 아산 무궁화 FC로 임대되었다.
2020시즌을 앞두고 K3리그의 김해시청으로 임대되었다.

## 플레이 스타일
빠른 스피드를 활용한 저돌성과 드리블이 장기인 선수이다

## 수상 내역
- U리그 왕중왕전 우승: 2014
- 서울시장기 우승: 2016

## 참고 자료
- 광운대 박성우 "쌍둥이 형과 프로 격돌 꿈"